# Іван Дочев
Іван Димитров Дочев (болг. Иван Димитров Дочев; нар. 7 січня 1906, Шумен — пом. 14 травня 2005, Шумен) — болгарський політик міжвоєнного часу, редактор журналів. Лідер Союзу болгарських національних легіонів, а після Другої світової війни - всього антикомуністичного руху болгарської еміграції. Член Антибільшовицького Блоку Народів, заснованого ОУН.
Доктор економіки.

## Біографія
1926–1932 працював клерком в адміністрації. Потім вивчав право в Софійському університеті. Під час навчання він брав участь у політичній діяльності. 1936 закінчив навчання.
1933 став одним із засновників антикомуністичного та націоналістичного Союзу болгарських національних легіонів, а пізніше став його керівником.
1934 відправився до Німеччини, де зустрівся, зокрема, з Адольфом Гітлером і Альфредом Розенбергом.
У другій половині 30-х став близьким соратником військового міністра - генерала Христо Лукова.
1940–1943 працював на посаді мера міст Калофер і Сілістра. Також був головою Національного союзу студентів. Обіймав посаду головного редактора журналу «Прелом».
9 вересня 1944, коли після перевороту Болгарія перейшла на бік противнків Німеччини, він емігрує з Болгарії. Увійшов до складу болгарського національного урядк під керівництвом Александра Цанкова.
У комуністичній Болгарії після 1945 заочно 3 рази засуджений до смертної кари.
Після Другої світової війни жив у Зальцбурзі, де видавав журнал «Bulgaria». Потім він переїхав до Західної Німеччини.
1948 отримав докторський ступінь з економіки в Університеті Гейдельберга. Тоді емігрував до Канади, 1951 — до Нью-Йорку (США). Там він заснував Комітет за звільнення націй від комунізму і Болгарський національний фронт. Останній став членом Антибільшовицького блоку народів, заснованого ОУН.
Автором п'яти книг, в тому числі «Моят завет» i «Half century struggle against communism for the freedom of Bulgaria». Редагував журнал «Borba».
Наприкінці 1991 повернувся до Болгарії, де оселився у рідному Шумені.
Активно підтримував Союз демократичних сил.